# (6382) 1988 EL
A (6382) 1988 EL egy kisbolygó a Naprendszerben. Jeff T. Alu fedezte fel 1988. március 14-én.